# Calhoun (Geòrgia)
Calhoun és una població dels Estats Units a l'estat de Geòrgia. Segons el cens del 2000 tenia 10.667 habitants.

## Demografia
Segons el cens del 2000, Calhoun tenia 10.667 habitants, 4.049 habitatges, i 2.672 famílies. La densitat de població era de 353,5 habitants per km².
Dels 4.049 habitatges en un 30,9% hi vivien nens de menys de 18 anys, en un 47,8% hi vivien parelles casades, en un 13,9% dones solteres, i en un 34% no eren unitats familiars. En el 28,8% dels habitatges hi vivien persones soles el 12% de les quals corresponia a persones de 65 anys o més que vivien soles. El nombre mitjà de persones vivint en cada habitatge era de 2,56 i el nombre mitjà de persones que vivien en cada família era de 3,07.
Per edats la població es repartia de la següent manera: un 24,2% tenia menys de 18 anys, un 11,2% entre 18 i 24, un 31% entre 25 i 44, un 20,1% de 45 a 60 i un 13,5% 65 anys o més.
L'edat mediana era de 34 anys. Per cada 100 dones de 18 o més anys hi havia 96,7 homes.
La renda mediana per habitatge era de 33.618 $ i la renda mediana per família de 42.310 $. Els homes tenien una renda mediana de 27.616 $ mentre que les dones 25.018 $. La renda per capita de la població era de 19.887 $. Entorn del 12,5% de les famílies i el 16,8% de la població estaven per davall del llindar de pobresa.

## Poblacions més properes
El següent diagrama mostra les poblacions més properes.